# トゥーロン港自沈
トゥーロン港自沈 は、1942年11月27日にフランスのトゥーロン軍港で起きたフランス海軍艦艇の一斉自沈である。

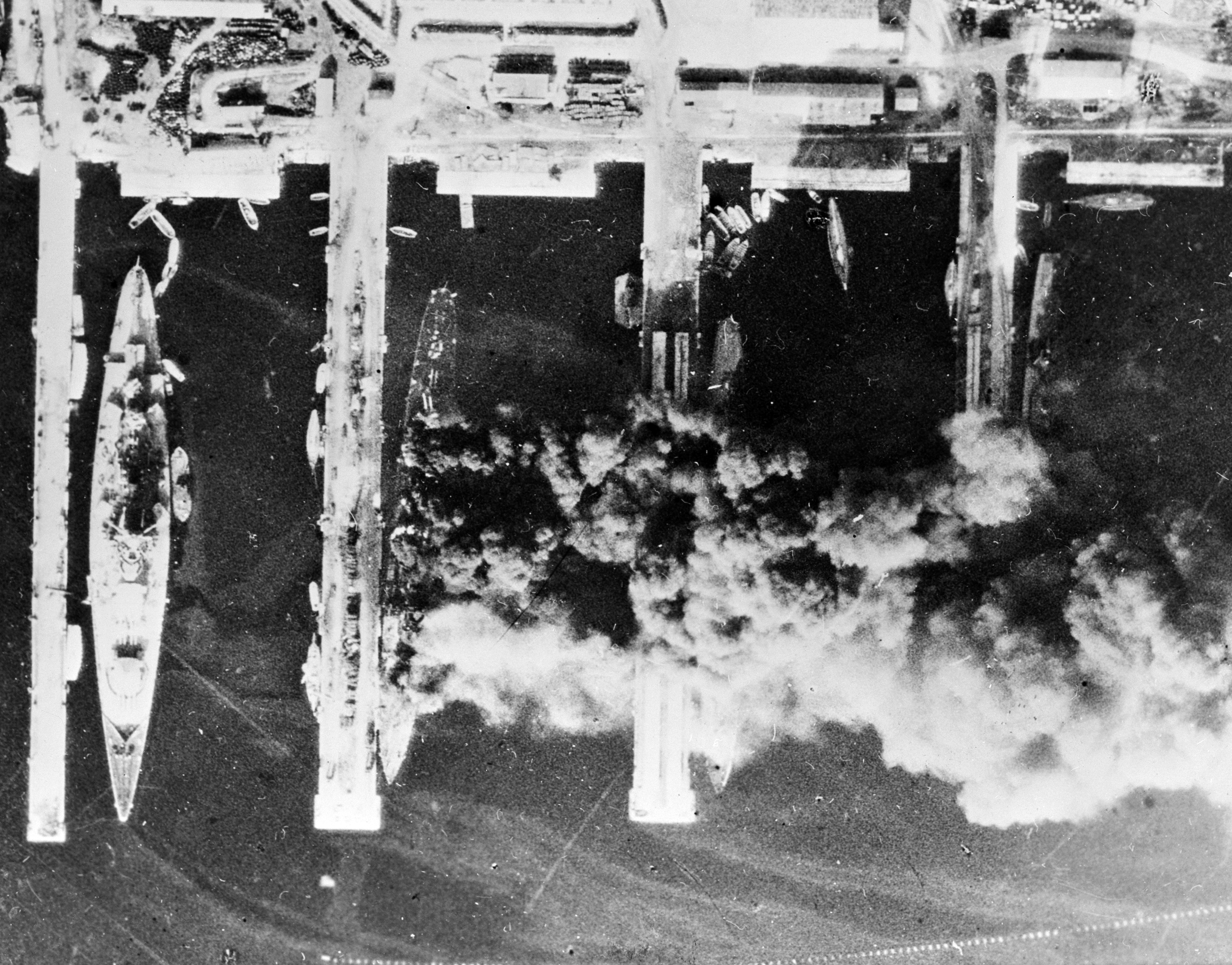
着底した戦艦ストラスブール（左端）と炎上する重巡コルベール、アルジェリー、軽巡マルセイエーズ

この時期「フランス」「フランス軍」がどの組織のことを指すのかは、政府の正当性とも絡む難しい問題ではあるが、本稿では自由フランスがほとんど出てこないため、特別な断りがない限りフィリップ・ペタンを首班とするヴィシー政権とその軍隊のことを指すものとする。

## 概要
第二次世界大戦中、フランスでは1940年6月の対独降伏以後ヴィシー政府が名目上正当、実質的にはナチス・ドイツの傀儡政権として存在していたが、1942年11月、連合軍が北アフリカに上陸すると現地のフランス軍はほとんど抵抗せず降伏した。これをヴィシー政府の裏切り、連合国側への寝返りと解釈したナチス・ドイツは対抗措置としてヴィシー政府管理下のフランス全土の占領を実行。その一環として南仏トゥーロン軍港在泊のフランス海軍艦隊を接収しようとしたものである。
これに対し、接収を予期していたフランス海軍は抗議と不服従の意を示すため、一部の例外を除き脱出できない艦艇を港内で全て自沈させる措置を取って対抗。岸壁まで迫ったドイツ軍の眼前で、約3時間のうちに戦艦3隻、巡洋艦7隻、駆逐艦32隻、潜水艦16隻、水上機母艦1隻、小艦艇18隻が自沈した。
脱出に成功、または無傷で接収された艦艇はほとんどなく、この点でドイツ軍の意図は阻止された一方、ヴィシー政府もその海軍力をほぼ喪失する結果になった。

## 詳細

### フランスの降伏
（1940年5月10日 ドイツ軍の攻撃)
（1940年6月14日 パリ陥落）
（1940年6月22日 ドイツとの休戦協定成立）も参照
1940年6月21日、フランス共和国は電撃戦の混乱から立ち直れないままナチス・ドイツに降伏した。
6月22日、新たに成立したペタン元帥率いるヴィシー政府はドイツとの間に休戦協定を締結した。この協定の中で要点の一つに挙がったのが、この時点でほぼ無傷で残っていたフランス海軍の今後の処遇であった。協定第8条ではフランスの特定の港（第2条で大西洋沿岸はドイツ占領下になると定められたため、場所は事実上北アフリカか、地中海のトゥーロンに限られる）へ集められ武装解除されると定められていたが、この艦隊がその後どうなるかがこの時点では不明確なままだった。
フランス海軍は司令官フランソワ・ダルラン提督の決して軍艦をドイツには引き渡さないとの決意の下、未成艦も含め動ける艦を全てイギリスと北アフリカに脱出させていた。パリ開城2日前の6月12日、英仏統合会議においても、もしドイツがフランス艦隊を捕獲しようとした場合は自沈することを確認していた。ヴィシー政府もこの認識を引き継いではいたが、一方で今やドイツとイギリス、双方がフランス艦隊の接収を目論んでいるという現状も認識していた。
この時点でフランスは戦争から脱落していた。確かにパリ陥落の翌日、シャルル・ド・ゴールがロンドンからラジオで徹底抗戦を訴えてはいたが、フランスの世論は第一次世界大戦のトラウマから厭戦に傾いていた。20数年前の悪夢、悲惨な塹壕戦と膨大な犠牲の再来を回避できるなら、たとえ屈辱的な条件の下であろうと人々は停戦を望んだのだ。ヴィシー政府を率いるヴェルダンの英雄ペタンにとってもそれは一緒だった。この時点でペタンが目標としたのはドイツからの対英参戦要求の断固拒否であり、次にドイツによるフランス占領の内容を少しでも自国に有利なものにすることだった。ドイツの思惑が明白なこの状況下では、艦隊はその政治交渉で彼が使える強力なカードだった。そしてペタンは休戦協定においてフランスの局外中立、非占領地域におけるヴィシー政府の主権を、その艦隊をイギリスへ引き渡さないという確約の対価としてドイツから確保することに成功するのである。
一方、いまや英本土も戦場となりかねない状況の中で、イギリスはフランス艦隊が無傷でドイツ軍の手に落ちるリスクを放置してはおかなかった。
（1940年7月3日 メルセルケビール海戦）
（1940年9月23日 ダカール沖海戦）
7月3日、イギリスはカタパルト作戦を発動し、ポーツマス、プリマス、そしてアレクサンドリアに脱出していたフランス海軍の艦艇を接収した。さらにアルジェリアのメルセルケビールに艦隊を派遣し、在泊艦隊に「味方に加わる」「降伏して接収される」「武装解除して無力化される」「自沈する」または「撃沈される」かのどれかを選ぶよう迫った。この戦いの結果フランス世論は反英に傾き、ヴィシー政府はイギリスとの国交を断絶。一時は宣戦布告すら検討される状況になった。
9月23日、イギリス軍は西アフリカの要港ダカールを占領しようとした。しかし同地のフランス軍はもはやイギリス軍を味方とは見なさず激しく抵抗し、攻撃を撃退した。
ヒトラーは予想以上のフランス軍の健闘に態度を軟化させ、海軍の処遇についても条件を緩和し、一部艦艇の武装解除のみに留めて艦隊の存続を許した。しかし一方で、北アフリカのフランス植民地が連合国軍の手に落ちるリスクを無視できなくなったことも今や明らかだった。

### アッティラ作戦とアントン作戦
1940年12月10日、ヒトラーはもし今後北アフリカのフランス植民地が占領されるか離反した際に、速やかに地中海沿岸の防衛体制を固めるため、ヴィシー政府管理地域を含めフランス全土を占領下に置くアッティラ作戦の検討を命令した。作戦発動の際にはトゥーロンに集められているヴィシー政府の艦隊が北アフリカへ脱出するのも何らかの方法で阻止する必要があると認識されたが、この時点のドイツ軍にはそれを可能にする海軍力も空軍力もなく、作戦自体が1941年2月に無期限延期となった。しかし1941年12月、アメリカの参戦により連合国軍の北アフリカ侵攻の脅威が増したことでヒトラーは作戦の再検討を指令。1942年5月29日、より内容を詰めたアントン作戦が策定された。同作戦ではドイツ軍とイタリア軍が協力してフランスの地中海沿岸部を占領、併せてヴィシーも支配下に置いて首班ペタン以下のフランス政府を無力化することが定められていた。
1942年8月10日、アントン作戦の準備は完了。北アフリカの戦局に変化があり次第、5日で作戦開始が可能な状況になっていた。

### トーチ作戦とダルランの降伏
（1940年～43年 北アフリカの戦い）
（1942年11月8日 トーチ作戦）も参照
1942年11月8日、北アフリカのカサブランカ、アルジェ、オランに連合国軍が上陸した。オランとカサブランカでは在地フランス軍との間に戦闘が発生したが、アルジェにたまたまフランス軍総司令官兼海軍大臣にしてペタンの後継候補と目されるダルラン提督が居合わせたこともあって、10日までに現地での停戦協定が発効した。ところが事態はそれだけに留まらなかった。ダルラン提督は北アフリカのフランス軍が連合国軍に加わることに同意し、トゥーロンのド・ラボルド大将に向けて命令を発したのである。
「直ちに全艦隊を率いて、北アフリカの英・米軍占領の港へ急行せよ。途中、英国艦隊の一部はフランス艦隊を護衛する予定である。至急、出港せよ」
しかし、艦隊は従わなかった。この状況では相手がドイツではないだけで、敵の軍門に降ることに変わりはなかった。加えて艦隊はドイツから妨害工作として燃料・人員の充足率を低く抑えられていたので、脱出も難しくなっていた。どちらの「敵」にも軍艦を渡さないために取れる方策は、限られていた。
一方、ヒトラーは北アフリカのフランス軍降伏の報を受け、アントン作戦の発動を命令した。作戦は11日に開始され、ブラスコヴィッツ上級大将指揮下のドイツ第一軍（第7戦車師団、第327歩兵師団）が大西洋沿岸をスペイン国境まで南下、同時にフェルバー大将指揮下の軍支隊"フェルバー"（第10戦車師団、第161歩兵連隊）はヴィシーを急襲した。またイタリア第四軍が11日にコート・ダジュールを、13日にはコルシカ島を占領した。しかし、この時点でなおドイツ、イタリア両軍にはフランス艦隊の脱出を阻止する用意ができていなかった。このため現地のドイツ軍には艦隊を刺激しないよう、マルセイユとトゥーロンへの進軍を控える命令が出されていた。

### リラ作戦
11月11日のアントン作戦発動当初、ヒトラーはトゥーロンのマルキ提督にトゥーロンを占領するつもりはないことを伝えていた。しかし16日、ドイツ海軍最高司令部より航空機による機雷投下以外に現実的なトゥーロン港封鎖の方法がないこと、そして翌17日に国防軍最高会議でトゥーロンを放置した場合、同地が連合軍の南フランス上陸の際の橋頭堡になる危険性が指摘されると態度を変え、19日に同港を奇襲しフランス艦隊を接収または無力化するリラ作戦の実施準備を命令した。
だがこの日、ドイツ海軍最高司令部が総統大本営に提出した報告書には「トゥーロンがドイツ軍に占領されて脱出が不可能な場合は、フランス艦船は自沈せよとの命令が用意されている」旨の情報が記載されていた。もはや一刻の猶予も無かったが、南仏のドイツ軍部隊は既にアントン作戦に従事しており、新作戦参加のための移動と集結にしばしの時間が必要だった。
11月24日、ドイツ軍指揮官は27日0400時を作戦開始とする発起命令を受領した。兵力16000名、戦車200両。作戦計画概要は以下の通りだった。
戦闘団Ａ 第10戦車師団の一部（約3000名）：砲台を占領。その後は同行する重砲兵部隊と共に可能な限り艦隊の脱出を阻止する
戦闘団Ｂ 第7戦車師団の一部、海軍分遣隊"グムプリヒ"（約4250名）：港湾兵舎や軍艦を奇襲により接収。最重要目標は戦艦「ストラスブール」と付近の重巡洋艦。艦隊司令官や艦長を陸上において拘束し、その後海軍分遣隊が艦隊を接収する
戦闘団Ｃ 第7戦車師団の一部（約3000名）：戦闘団Ｂの側面防御。陸上の兵舎を占領
戦闘団Ｄ SS快速連隊"ランゲマルク"第一大隊（約1350名）：海軍司令部を占領し、マルキ司令官を拘束する
予備 第7戦車師団の一部（約2250名）
一方、フランス軍はアントン作戦の存在とドイツ軍の意図を察知しており、1942年6月には艦隊自沈に関する手順書が作成され各艦に配布されていた。そして1942年11月11日、ドイツ軍が同作戦を発動し停戦協定ラインを越えると、ヴィシー政府のウファン海軍大臣はド・ラボルド司令官に対し警戒態勢に入るよう命じた。11月14日、ラボルド司令官は自沈準備開始を下令。15日にはラボルド司令官とペタン、ラヴァル、ウファンらヴィシー政権幹部との間で、トゥーロンがドイツ軍に占領された場合、艦隊は自沈することが正式決定された。
トゥーロンでは自沈を想定した訓練も開始されており、11月27日朝までには、ほとんどの艦が命令から一時間以内に自沈できる水準に到達していた。

### 1942年11月27日
時系列を箇条書き形式で示す。
04:00 リラ作戦開始。ドイツ軍の各戦闘団、トゥーロンへ進撃を開始
04:30 ドイツ軍とフランス軍の間で小規模な銃撃戦が発生
潜水艦「ヴェニュス」「カサビアンカ」「ル・グロリュー」「イリス」「マルスーアン」が相次いで緊急出航
04:45 戦艦「ストラスブール」艦上のド・ラボルド司令官、ドイツ軍侵攻の第一報を受ける
ド・ラボルド、マルキ提督に連絡を取ろうとするも不通。電話応対に不審な点あり。おそらくドイツ軍が司令部に来ている模様
05:10 戦闘団Ａ、サン・マンドリエ半島の水上機基地と燃料補給基地を占領。引き続き砲台の占領に向かう
05:15 戦闘団Ｄ、フォート・ラマルグの海軍司令部を占領。マルキ提督を拘束
戦闘団Ｄ、潜水艦埠頭に到達するが潜水艦4隻を取り逃がす（「ヴェニュス」のみドイツ軍の攻撃で損傷し自沈）
05:20 「ストラスブール」に歩哨の憲兵より、ドイツ軍波止場へ向かう旨の電話が入る
ドイツ空軍機がトゥーロン上空に飛来し照明弾を投下
ド・ラボルド、最終準備の信号を発する
05:30 戦闘団Ｂ、軍港構内に突入。しかし在泊艦艇の桟橋が取り外されており乗艦できず
05:35 ド・ラボルド、短波無線と発光信号で発信
「こちらは艦隊司令官。艦隊を沈没させよ。艦隊を沈没させよ」
05:40 「ストラスブール」よりドイツ軍に機関銃射撃。戦車が応戦し砲弾が後部甲板に命中
ド・ラボルドは銃撃停止を指示
05:45 「ストラスブール」総員退艦を開始
06:00 戦闘団B・C主力、トゥーロン軍港に到着
「ストラスブール」艦内で最初の爆発が起こる。引き続き各艦で爆発が始まる
09:00 ほぼ全艦の自沈完了
たった三時間強で、1939年開戦時のフランス海軍の実に1/3に上る艦艇が自沈した。ただし人員と資材の不足で自沈の方法は一様とならず、戦艦・巡洋艦が次々と自爆する一方、それ以外の艦ではキングストン弁を開いただけのものもあった。

### その後
脱出した潜水艦のうち、「グロリュー」はオランに、「カサビアンカ」「マルスーアン」はアルジェに入港し連合国軍に投降した。「イリス」は中立国スペインのバルセロナへ入港し抑留された。
自沈したが損傷の少なかった艦、自沈前にドイツ軍に制圧された艦はその後、ドイツとイタリアの両海軍で使用された。これはドイツが11月30日にトゥーロン港の管理をイタリアに委任し、これに伴い艦艇の約2/3をイタリアに引き渡す協定が結ばれたためである。しかしイタリアは自前の艦隊を動かす燃料にも事欠く状況であり、さらに1943年9月には降伏したため、多数の艦艇を割り当てられこそしたが実際に戦力化まで至った例は少ない。
ドイツは1943年9月以降のイタリアからの再接収分も含めて、小型のものを中心に艦艇を運用した。しかしサルベージから運用に至るあらゆるリソースが不足していた上にドイツ海軍自体大型艦の運用を取り止める時期とも重なったため、戦艦・巡洋艦といった大型艦については結局戦力化はできないままだった。
トーチ作戦直後、ドイツ軍はシチリア島から増援を送り、1942年12月までにチュニジアに防衛線を築くことに成功。同地では翌年5月まで戦いが続いた。その間、12月8日にドイツ軍はビゼルタに在泊していたフランス軍潜水艦9隻、艦艇5隻を接収。この中で水雷艇3隻（ボンバルド、ラ・ポモーヌ、リフィジェニ）は1943年4月、折から修理成ったトゥーロン自沈組の同級2隻（バリステ、ラ・バイヨネーズ）と共にイタリア軍からドイツ軍に移管され、対空火器を増強されて運用され、5隻とも1944年8月までに相次いで戦没した。
トーチ作戦以降、一時は解放後のフランスの権力の座を窺うまでの勢いを見せたダルラン提督は1942年12月24日、アルジェで暗殺された。指導者と軍港と戦力のほとんどを失ったヴィシー政府の海軍は以後なし崩しに、ド・ゴール将軍が主導権を握りつつあった自由フランス、その傘下のミュズリエ提督率いる自由フランス海軍に統合されていく。
トゥーロンはその後ドイツ軍Ｕボートの基地として使用された後、1944年8月28日、連合国軍によって奪回された。

## フランス艦隊一覧
艦隊が自沈した1942年11月27日、トゥーロンに在泊していたことが確認できる艦艇を以下に記載する。上述の通り同港を脱出できたのは少数の潜水艦のみなので、「所属不明」に区分される一部の補助艦を除き、ここに名前が挙がっている艦は全て沈んでいると考えてよい。
大型艦については網羅しているが、駆逐艦以下の小艦艇については漏れがある可能性が高い。フランス海軍艦艇一覧のページも参照されたい。

### 遠洋艦隊
- 旗艦 戦艦 ストラスブール
- 第一巡洋艦隊 重巡 アルジェリー、デュプレ、コルベール、フォッシュ
- 第三巡洋艦隊 軽巡 マルセイエーズ、ジャン・ド・ヴィエンヌ(FR11)、ラ・ガリソニエール
- 第八駆逐隊 駆逐艦 ゲパール、ヴェルダン
- 第五駆逐隊 駆逐艦 タルテュ、ヴォークラン、ケルサン
- 第六駆逐隊 駆逐艦 ヴォルタ、ランドンターブル(SG9)
- 第七駆逐隊 駆逐艦 ジェルフォー、ヴォートゥール、カサール
- 第一駆逐隊 駆逐艦 ル・マルス、ラ・パルム、ボルドレー

### 任務艦隊
- 旗艦 戦艦 プロヴァンス
- 水上機母艦 コマンダン・テスト
- 第十駆逐隊 駆逐艦 ラドロワ、マムリュク、カスク(FR33)
- 第十三駆逐隊 水雷艇 ラ・プールシュイヴァーント、バリステ(FR45/TA12)、ラ・バイヨネーズ(FR44/TA13)
- 潜水艦10

### 武装解除対象
- 戦艦 ダンケルク
- 重巡 フォッシュ
- 軽巡 ラ・ガルソニエール(FR12)
- 駆逐艦 ティーグル(FR23)、パンテール(FR22)、ランクス、リオン(FR21)、ヴァルミ(FR24)、エーグル、ヴォーバン、モガドール、ランスクネー(FR34)、ル・アルディ(FR37)、フードロワイヤン(FR36)、シロッコ(FR32)、ビゾン(FR35)、トロンブ(FR31)
- 潜水艦10

### 所属不明
- 練習艦 コンドルセ、オセアン
- スループ アミラル・セネ(SG16)、エラン(SG19)、エンセーニュ・バランド(SG17)、マテロー・ルブラン(SG14)、ラゴー・ド・ラトゥーシュ(SG15)
- ダベルヴィユ、ラムペチューズ、ラ・キュリウーズ、シャモワ(FR53)、イゼール、デデニューズ
- 掃海艇 グラント(SG26)
- 設網艦 グラディアトゥール
- 給油艦 ガロンヌ、アンリ・ドブレ、ドーフィヌ、フィルーズ、デュランス、ランス、ラ・アヴレイズ
- 運送艦 オード、シャムプラン、アメラン、ゴロ

※艦名の後ろに(TA○○)、(SG○○)とあるのは自沈後ドイツ軍に、(FR○○)とあるのはイタリア軍に割り当てられた艦である。

### 引き揚げられた艦
自沈以降の来歴が判明している艦を以下に列挙する。もちろんこれが全てではない。
戦艦 ストラスブール：1943年7月17日浮揚。修理されず艦砲のみ砲台に転用されたが、1944年8月18日の連合国軍の空襲で再び着底。1944年10月再浮揚。
ダンケルク：乾ドック内でメルセルケビール海戦の損傷を修理中に自沈。その後少なくとも終戦までは修理も解体もされていない模様。
プロヴァンス：1943年7月浮揚。修理されずそのまま解体。
重巡 アルジェリー、フォッシュ、デュプレ、コルベール：いずれも自沈時の爆破と火災による被害が大きく修理不能。その場で解体。
軽巡 マルセイエーズ：艦隊で最も自沈訓練の習熟度が高かった艦の1隻。一週間に渡って激しく炎上し全損。
ラ・ガルソニエール(FR12)：浮揚されたが（時期不明）イタリアの降伏でドイツの手に渡り、その後1943年11月と1944年8月の連合国軍の空襲で全損。
ジャン・ド・ヴィエンヌ(FR11)：ラ・ガルソニエールと同時期に浮揚されたが、ドックで修理中の1943年11月24日、連合国軍の空襲で全損。
駆逐艦 ゲパール：浮揚されたが、1944年3月11日、連合国軍の空襲で再び沈没。
リオン(FR21)、パンテール(FR22)：損傷軽微。1943年3月に浮揚されるが、修理中の9月9日にイタリアが降伏。2隻ともラ・スペツィアで自沈。
ティーグル(FR23)：ほぼ無傷で接収される。イタリア降伏後、フランスに返還され1954年まで就役した。戦後まで残った唯一のシャカル級である。
ヴァルミ(FR24)：損傷軽微。しかし再就役後1945年にジェノアで自沈。
トロンブ(FR31)：ほぼ無傷で接収される。イタリア降伏後、自由フランスに移籍し地中海沿岸で作戦に従事。1945年にはドイツ海軍と交戦した。
シロッコ(FR32)：損傷軽微。浮揚後ジェノアで修理されるが、工事中にイタリアが降伏。43年10月28日、同港の閉塞船として沈められた。
ラドロワ(FR33)：1943年4月20日浮揚。修理の進まないまま9月にドイツ、44年8月にはフランスに接収されたが、状態が悪くスクラップになった。
ランスクネー(FR34)：1943年8月31日浮揚。直後にイタリアが降伏しドイツが接収。1945年4月24日自沈（場所不明）。
ビゾン(FR35)：自沈時未完成。浮揚直後にドイツに接収され、トゥーロン港の煙幕展開ハルクとして使用される。1944年6月25日閉塞船として処分。
フードロワイヤン(FR36)：1943年5月29日浮揚。9月にドイツに接収され、1944年8月にトゥーロン港の水路閉塞のため沈められる。
ル・アルディ(FR37)：浮揚後、ジェノアに向う途中でイタリアが降伏。ドイツに接収され、1945年4月24日、修理未了のままジェノアで自沈。
水雷艇 ラ・バヨネーズ(FR44/TA13)：再就役後イタリアからドイツへ移管され、バリストや1942年12月にビゼルタで接収された同型艦3隻と共に運用される。
1944年8月25日、おそらくトゥーロンで自沈。
バリスト(FR45/TA12)：再就役後はラ・バヨネーズと共に運用される。1943年11月24日、連合国軍の空襲で沈没。
給油艦 フィルーズ：損傷軽微。ドイツ軍に接収され「フリードリケ」として再就役。ボスポラス海峡で損傷した記録がある1943年8月には稼働状態だった模様。
ガロンヌ：1944年4月浮揚。しかし同年6月、トゥーロン港閉塞のため再び沈められた。
設網艦 グラディアトゥール：浮揚されたが（時期不明）1943年3月末、連合国軍の空襲で全損。
潜水艦 ルドゥタブル、ガラテ、シレーヌ、ディアマン：いずれも浮揚されたが（時期・状態不明）、1944年前半に連合国軍の空襲で相次いで全損。
水上機母艦 コマンダン・テスト：終戦後の1946年、フランス軍の手によって浮揚。ハルクとして使用され、1950年解体。

## 類似の事件
スカパ・フロー沖の艦隊自沈：1919年6月21日、ベルサイユ条約の内容に抗議して、抑留中のドイツ大洋艦隊が自沈した
デンマーク艦隊の自沈：1943年8月29日、ナチス・ドイツの戒厳令発動と軍隊接収の動きに対抗して、デンマーク海軍の艦艇50隻中32隻が自沈した
イタリア艦隊の脱出と自沈：1943年9月9日、イタリアの単独降伏を受け、100隻以上の艦艇がマルタ島へ脱出。一方50隻近くが自沈またはドイツ軍に接収された

## 参考資料
- 木俣滋郎『第二次大戦海戦小史』 朝日ソノラマ、1986年 ISBN 4-257-17072-7
- 高橋慶史『ラスト・オブ・カンプフグルッペⅢ』 大日本絵画、2012年 ISBN 978-4-499-23097-1
- 世界の艦船No.346『第2次大戦のフランス軍艦』 海人社、1985年